# هورنی وس
هورنی وس (به چکی: Horní Ves) یک منطقهٔ مسکونی در جمهوری چک است که در ناحیه پلهریموو واقع شده‌است. هورنی وس ۹٫۲۳ کیلومتر مربع مساحت و ۲۹۱ نفر جمعیت دارد و ۵۹۸ متر بالاتر از سطح دریا واقع شده‌است.